# Pietro Scarpini
Pietro Scarpini (* 6. April 1911 in Rom; † 27. November 1997 in Florenz) war ein italienischer Pianist, Komponist und Musikpädagoge.
Scarpini studierte an der Accademia di Santa Cecilia Klavier bei Alfredo Casella, Komposition bei Ottorino Respighi, Dirigieren bei Alessandro Bustini und Orgel bei Fernando Germani. Er debütierte 1936 als Pianist, und 1938 hatte er Auftritte in Budapest, Berlin und Lübeck. Er arbeitete in den 1930er Jahren mit Paul Hindemith zusammen. Eine Freundschaft verband ihn ebenfalls mit Luigi Dallapiccola. Durch den Zweiten Weltkrieg wurde seine internationale Laufbahn unterbrochen.
Bei den Salzburger Festspielen 1948 führte er als Dirigent und Pianist Arnold Schoenbergs Pierrot Lunaire auf und reiste dann mit dieser Aufführung durch zahlreiche Städte Europas. Ebenfalls 1948 spielte er unter Franz Andrés Leitung Schoenbergs Klavierkonzerte. Mit Aufführungen von Kompositionen Ferruccio Busonis und Sergei Prokofjews Drittem Klavierkonzert (1950) wurde er zu einem bedeutenden Interpreten zeitgenössischer Musik.
Auf Vermittlung Dimitri Mitropoulos’ reiste Scarpini 1954 nach New York. Mit dem New York Philharmonic Orchestra unter Mitropoulos' Leitung führte er in der Carnegie Hall Prokofjews Zweites Klavierkonzert auf. Im Folgejahr spielte er in New York – ebenfalls mit Mitropoulos – Mozarts E-Dur-Konzert und hatte danach Engagements in Montreal, Toronto, Baltimore und Dallas.
1957 führte Scarpini in Deutschland und Italien Roger Sessions’ Klavierkonzert auf, eine Aufführung von Roberto Gerhards Konzert für Cembalo, Streicher und Perkussion scheiterte an gesundheitlichen Problemen Scarpinis, der an Diabetes litt. Ende der 1950er und Anfang der 1960er Jahre spielte er Bachs Kunst der Fuge an Universitäten in Italien, und 1960 bei York Festival dessen Wohltemperiertes Klavier. Beim Internationalen Festival für Zeitgenössische Musik in Venedig gab er ein Konzert mit Werken Alexander Skrjabins. Zu Busonis 100. Geburtstag 1966 führte er mit dem Cleveland Orchestra unter Leitung von George Szell dessen Klavierkonzert auf.
Bereits seit Anfang der 1950er Jahre vergab die Fulbright Foundation an amerikanische Pianisten Stipendien zum Studium bei Scarpini in Florenz. Er unterrichtete außerdem auch in Siena und Darmstadt. Nachdem er sich Ende der 1960er Jahre von der Konzertbühne zurückgezogen hatte, gab er weiterhin Meisterklassen.